# 山吉証券
山吉証券株式会社（やまきちしょうけん）はかつて存在した日本の証券会社。
1917年創業。1920年に法人設立。1967年に鈴屋証券を合併。東京都中央区日本橋兜町近辺に拠点を置く老舗の中小証券会社の一つであったが、1998年10月21日に東京地方裁判所に自己破産を申立て、営業を休止した。1999年4月20日に破産宣告を受けた。負債総額は約10億8000万円。

## 破綻まで
破綻に至る端緒は、1990年から1991年にかけての平和不動産の仕手戦に巻き込まれた（約15億円の株式買付代金が回収できなかった）ことによる。その後、1991年と1993年に大株主の第一勧業銀行、大和証券からの役員派遣、増資を受けたが、折からの株価下落による手数料収入の低下により業績は回復しなかった。
1995年9月には予定していた10億円の増資が当日になって出資予定者から資金が払い込まれないという、金銭的信用を最も重んずべき証券会社にとっては異常な事態となったこともあるが、これは山吉証券側から出資を拒否したといわれる。なお、この際の出資予定者は後にクレアモントキャピタルホールディングを設立し大正生命保険取締役等を務めた、古倉義彦である。
その後、社長自らが引受人となって増資を繰り返すが（つまり私財の投入と同義）、自己資本規制比率が東京証券取引所での取引停止を迫られる120%を下回りそうになるぎりぎりの状況は改善せず、1997年11月にはエービーエヌ・アムロ証券に東京証券取引所の正会員権を約10億円（未公表。出典は日本経済新聞1997年9月9日）で譲渡。株式の売買注文をソシエテジェネラル証券に委託するなどのリストラ策を実施したが業績は回復せず自己破産に至った。

## 破綻後
- 1999年2月に静岡県磐田市の磐田支店を旧社員が引き継ぎ中泉証券が設立されたが、2016年にあかつき証券に吸収された（社員の雇用は継続された）。
- 顧客資産を返還する資金が不足し寄託証券補償基金（現投資者保護基金）から14億円の拠出を受けた。